# Flying Tiger Line Flight 282
Flying Tiger Line Flight 282 var en Lockheed Super Constellation som flög mellan San Francisco och New York den 24 december 1964. De fanns bara tre personer ombord, besättningen. Kort efter att planet lyfte från San Francisco kraschade det mot ett berg vid San Bruno, vid en väg. Flygplanet slets sönder och rullade ner för berget. Alla tre ombord omkom. De fastställdes att det var pilotfel som fick planet att störta.